# 田芳
田芳（？—1647年），字象峯，山西汾州府孝義縣人，明朝、南明政治人物。

## 生平
田芳是天啟七年（1627年）丁卯科第五名舉人，崇禎十年（1637年）登丁丑科進士，授戶部江西司主事，十四年升福建司員外，十五年擔任河南歸德府知府，十七年升河南睢陳道副使，兼攝歸德府。
弘光時，陞任太常寺卿，桂王朱由榔監國後改官太僕寺卿，有廉正聲譽；永曆元年（1647年）永曆帝自平樂東行，他和鄭封在梧州等待，不久瘴病爆發，二人都暴斃，葬在長老寨。

## 引用
1. 1 2  錢海岳《南明史·卷五十八·列傳第三十四》：（永曆元年）已聞（昭宗）車駕（自平樂）將東，（鄭封）與田芳待於梧州。一夕瘴發，皆暴卒，葬長老寨。……芳，字象峯，孝義人。崇禎十年進士。歷歸德知府，職方郎中，陝西督糧參議，睢東副使，江西督學僉事，太嘗、太僕卿。以廉正稱。
2. ↑  《崇禎十年丁丑科進士三代履歷》：田芳，曾祖子贵；祖颖；父顺民，寿官。象峯，礼记房，己亥三月十六日生，孝义县人，丁卯五名，会一百三十三名，二甲五十二名，户部观政，授户部江西司主事，辛巳升福建司员外，壬午升歸德知府，甲申升河南副使，督……。
3. ↑  乾隆《孝義縣志·官紳姓名》：田芳 崇正【天啟】丁卯科中（舉人），崇正丁丑進士。
4. ↑  錢海岳《南明史·卷二·本紀第二》：（弘光元年閏六月）丁未，……熊化、余日新大理卿……楊錫璜、曹學佺、田芳、鄭崑貞太嘗卿；陳天定太僕卿……
5. ↑  錢海岳《南明史·卷三·本紀第三》：（隆武二年十月）乃奉令旨，於丙戊監國肇慶，以府署為行在。……田芳太僕卿……
6. ↑  乾隆《孝義縣志·人物事蹟》：田芳，明崇正進士，國【明】朝任陝西隨營督糧道，轉河南睢陳道，兼攝歸德府；提督江西學政，陞太常寺卿。清廉正直，所至皆有政績。